# Éditions Critic
Pour l’article ayant un titre homophone, voir Édition critique.
Éditions Critic est un éditeur français indépendant fondé en 2009 à Rennes, en France.

## Histoire
Éditions Critic est créée en 2009 comme un projet parallèle à la librairie éponyme, ouverte neuf années plus tôt au 19 de la rue Hoche, à Rennes.
La maison d'édition vise la publication de romans français  – une dizaine par an – appartenant aux littératures de l'Imaginaire (science-fiction, fantasy, fantastique) ou au thriller.
Le rythme de parutions après un premier succès en 2010 (avec Le Projet Bleiberg de David Khara) au lancement des éditions, est de deux à cinq titres par an. Plus que "petite maison d'édition", Eric Marcelin qualifie son entreprise de jeune maison d'édition. La maison d'édition publie entre dix à douze ouvrages par an.
Depuis 2020 les éditions Critic publient également de la bande dessinée, en partenariat avec les éditions Humanoïdes Associés, avec pour objectif l'adaptation d'une partie du catalogue.

## Politique éditoriale
La politique éditoriale vise des ouvrages spécialisée en science-fiction, fantasy, fantastique, polars, thrillers. Les Éditions Critic reprennent cette orientation, avec comme cible des ouvrages à vocation de divertissement. Sont exclues cependant de la sélection les bande-dessinées et les œuvres traduites, et privilégie romans et novellas d'auteurs français.

## Quelques auteurs
- Baranger François
- Bruss B. R.
- Davoust Lionel
- D'Huissier Romain
- Fakhouri Anne
- Faye Estelle
- Geha Thomas
- Genefort Laurent
- Hérault P.-J.
- Khara David S.
- Léourier Christian
- Miller Sylvie
- Pagel Michel
- Rapilly Frédérick
- Thirion Louis
- Tracqui Antoine
- Ward Philippe
- Whale Laurent
- Zinberg Ivan